# 貞信福祉会
社会福祉法人貞信福祉会（しゃかいふくしほうじんていしんふくしかい）は、北海道函館市深堀町27番2号に本部をおく日本における社会福祉法人の一つである。北海道函館市内に保育園2校を擁する。

## 沿革
- 1972年 函館上湯川保育園を創設する。
- 2011年 函館深堀保育園を創設する。

## 建学の精神
- おとうさん おかあさん ありがとう
- すなおに ただしく おぼえましょう
- すすんで よいこと いたしましょう

## 歴代理事長
- 初代：野又貞夫
- 2代：野又肇
- 3代：野又淳司

## 設置校

### 現在設置している学校
- 函館深堀保育園
- 函館上湯川保育園

### かつて設置していた学校
- なし

## 関連する法人
- 学校法人野又学園：初代理事長が同じ。設置する各校と連携した教育活動を実施している。